# Russell W. Cooper
Russell W. Cooper (sinh năm 1955) là một nhà kinh tế học vĩ mô người Hoa Kỳ. Ông hiện giữ chức giáo sư Fred Hofheinz (một chức vụ do Fred Hofheinz tài trợ) ở trường Đại học Texas ở Austin, Texas. Trước kia, ông đã giữ các chức vụ hàn lâm tại Đại học Yale, Đại học Iowa, và Đại học Boston. Ông được biết đến về những đóng góp trong lĩnh vực trò chơi phối hợp (coordination games). Ông là tác giả của cuốn sách Coordination Games, và là đồng tác giả của Dynamic Economics cùng với Jerome Adda.

## Khác
1. ↑  Cooper, Russell, and Andrew John (1988), 'Coordinating coordination failures in Keynesian models.' Quarterly Journal of Economics 103 (3), pp. 441-63.
2. ↑  Cooper, Russell (1998), Coordination Games. Cambridge Univ. Press, ISBN 0521578965.
3. ↑  Adda, Jerome, and Russell Cooper (2003), Dynamic Economics: Quantitative Methods and Applications. MIT Press, ISBN 0262012014.

## Liên kết
- Russell Cooper's giảng viên trang tại đại học Texas Lưu trữ ngày 26 tháng 12 năm 2007 tại Wayback Machine